# Isobel Christiansen
Isobel Mary Christiansen (Macclesfield, Inglaterra; 20 de septiembre de 1991)  es una exfutbolista inglesa. Jugó como centrocampista o delantera. Su último equipo fue el |Everton L.F.C. de la Women's Super League de Inglaterra.

## Inicio
Fue introducida al fútbol por su hermano mayor a muy temprana edad. Su primer equipo fue el equipo local de scouts, pero a la edad de diez años jugaba para el Manchester Utd U10's. Sus primeros recuerdos de jugar para ellos fueron las líneas de puntuación muy grandes en su favor. 
La mayor influencia en su carrera futbolística y su éxito han sido su hermano y dos de los entrenadores de Manchester United Adam Temple y Michelle Wilcox.

## Carrera
Christiansen fue capitán del club de fútbol femenino en la Universidad de Birmingham.
Christiansen ha jugado en la Liga de Campeones Femenina de la UEFA con el Everton L.F.C. y también jugó para el Birmingham City Women FC.
El 7 de febrero de 2014, Christiansen firmó oficialmente su nuevo club Manchester City W.F.C.. El 16 de octubre de 2014, marcó el único gol para ayudar al Manchester City a vencer al Arsenal Ladies F.C. y ganar la Copa Continental 2014 de la FA WSL.
En abril de 2016 ganó tres premios, dos de los cuales fueron Jugadora del Año de la Asociación de Futbolistas Femeninas Profesionales y 
Equipo del año de la Asociación de Futbolistas Profesionales.
El 23 de agosto de 2018, Christiansen firmó un contrato con el Olympique de Lyon que dura hasta 2020.
El 25 de mayo de 2023 anunció que se retiraba al finalizar la temporada 2022/23.

### Clubes
| Club                   | País       | Año         |
| ---------------------- | ---------- | ----------- |
| Everton L.F.C.         | Inglaterra | 2008 - 2009 |
| Birmingham City        | Inglaterra | 2009 - 2014 |
| Manchester City W.F.C. | Inglaterra | 2014 - 2018 |
| Olympique de Lyon      | Francia    | 2018 - 2019 |
| Everton L.F.C.         | Inglaterra | 2020 - 2023 |

## Carrera internacional
Como internacional, ganó el Campeonato Europeo Femenino Sub-19 de la UEFA 2009 y un subcampeonato en la edición del año siguiente, y jugó las Copas Mundiales Sub-17 de 2008 y Sub-20 de 2010.
Christiansen ayudó a Gran Bretaña a ganar una medalla de oro en la Football at the 2013 Summer Universiade en Kazán, Rusia. En enero de 2014, fue ascendida de sub-23 a la escuadra de Inglaterra, para reemplazar a Jodie Taylor, quien se había retirado.
El entrenador Mark Sampson le dio a Christiansen su primer debut internacional en un partido de clasificación para la Eurocopa Femenina 2017 de la UEFA contra Estonia el 21 de agosto de 2015. marcó en una ocasión en la victoria de Inglaterra por 8-0.
En marzo de 2019, Christiansen se sometió a una cirugía en una lesión de tobillo sufrida en la victoria por 3 a 0 de Inglaterra sobre Japón en la Copa SheBelieves. El entrenador de Inglaterra, Phil Neville, la llamó "vital" a su escuadrón y confió en que su programa de rehabilitación la recuperaría de forma física para la Copa Mundial Femenina de Fútbol de 2019.